# Jorge Valdano
Valdano  Castellano est un nom espagnol. Le premier nom de famille, en général paternel, est Valdano ; le second, en général maternel, souvent omis, est Castellano.
Jorge Alberto Valdano Castellano, né le 4 octobre 1955 à Las Parejas (Argentine) est un footballeur et entraîneur argentin. Il travaille actuellement comme commentateur pour beIN Sports. Surnommé « le philosophe du football », il jouait en tant qu'attaquant.
Avec l'équipe nationale argentine, Valdano a participé à la Copa América 1975 ainsi qu'aux Coupes du monde 1982 en Espagne et surtout celle de 1986 au Mexique, remportée par l'Argentine. Il a joué un rôle majeur dans la victoire de 1986 en inscrivant quatre buts dans le tournoi, dont le deuxième but de l'Argentine contre l'Allemagne de l'Ouest en finale. Au total, il a obtenu 23 sélections pour son pays entre 1975 et 1990, marquant sept buts.
Bien qu'il ait d'abord joué pour les Newell's Old Boys, Alavés et le Real Saragosse, c'est au Real Madrid qu'il a connu sa période la plus fructueuse en club, où il a remporté deux fois la Liga, la Copa de la Liga et deux Coupes de l'UEFA.
En tant que manager, il a entraîné les équipes espagnoles de Tenerife, du Real Madrid et de Valence. Considéré comme une référence pour la manière dont il s'est adressé à différents clubs de football, Valdano a participé en 2013 au World Leadership Forum et au World Business Forum à Mexico, où il a associé le monde du sport et de l'entreprise, et où il a énuméré les 11 pouvoirs du leadership, sur la base de son dernier livre.

## Biographie

### Le joueur
Il commence sa carrière en jouant dans les catégories de jeunes de Newell's Old Boys. Le 5 août 1973, il débute en équipe première lors du match entre Ferro Carril Oeste et Newell's Old Boys 3 - 1. Il marque 11 buts en première division lors de cette saison.
En 1975 il est transféré au Deportivo Alavés un club de Segunda Division du Championnat d'Espagne de football. Il marque au total 21 buts avec cette équipe.
En 1979 Jorge Valdano rejoint l'équipe du Saragosse. Avec cette équipe, il débute en Primera división le 9 septembre 1979 lors du match Real Saragosse 2 - 2 FC Barcelone et marque le deuxième but de la rencontre. Il dispute 143 matches et marque 46 buts pour le Real Saragosse.
En 1984 il arrive au Real Madrid. Lors de sa première saison au club, il marque 17 buts : son record en Liga. Sous le maillot Merengue, il participe à la conquête de trois titres de champion d'Espagne et de deux Coupe UEFA. À cette époque il est un membre indispensable dans le dispositif du Real. Valdano dispute 85 matchs et marque 40 buts pour ce club.
Le 1er mars 1987 il joue son dernier match et prend sa retraite en raison d'une maladie, l'hépatite B.

### L'entraîneur
En 1991 Jorge Valdano retourne sur les terrains en tant qu'entraîneur. Il prend en main l'équipe du CD Tenerife et évite la descente en deuxième division. L'année suivante il permet à son équipe de jouer la Coupe UEFA.

En 1994 il débute en tant qu'entraîneur du Real Madrid et gagne le championnat dès sa première saison. Il reste deux ans à son poste.

Il entraîne ensuite l'équipe Valence CF en 1996-1997 et termine 10e de la Liga.

## Le directeur sportif
En 2000, Jorge Valdano a été nommé directeur sportif du Real Madrid sous l'ère Perez. Il a participé à l'ère des Galactiques, et a contribué plus tard à l'arrivée de jeunes joueurs comme Robinho, Sergio Ramos, Carlos Diogo... En 2009, il revient avec Florentino Pérez en tant que directeur sportif à nouveau (puis directeur général lors de l'arrivée de José Mourinho comme entraineur) et participe à la deuxième version des Galactiques avec la venue de Cristiano Ronaldo, Kaká, Raúl Albiol et Mesut Özil  entre autres.
Comme l'avait révélé la presse espagnole, Jorge Valdano a été démis de ses fonctions, a annoncé Florentino Pérez, le 25 mai 2011, à l'issue d'une réunion du comité directeur du Real Madrid. Bras droit du Président, l'Argentin, directeur général du club, paye ses relations houleuses avec José Mourinho.
« Je veux souligner à quel point le départ de Jorge Valdano est douloureux pour moi. Nous avons accompli un long chemin ensemble, a confié Perez en conférence de presse. Mourinho n'a rien exigé. Il a demandé plus d'autonomie, conformément à ce qui se fait en Angleterre. Tout ce que nous faisons, nous le faisons car ce sont de bonnes décisions qui ne prennent pas en compte les sentiments personnels » a signalé Florentino Perez.

### L'équipe d'Argentine
Valdano a joué en équipe de jeunes et a été champion du monde espoirs en 1975.
Il a été international avec la sélection d'Argentine à 23 occasions. Il a marqué un total de 7 buts avec sa sélection.
Il a gagné la Coupe du monde en 1986 au Mexique et marqué quatre buts : deux contre la Corée du Sud, un contre la Bulgarie et un lors de la finale contre l'Allemagne.

## Carrière sportive

### Clubs

#### Joueur
- 1973-1975 : Newell's Old Boys  Argentine
- 1975-1979 : Deportivo Alavés  Espagne
- 1979-1984 : Real Saragosse  Espagne
- 1984-1987 : Real Madrid  Espagne

#### Entraîneur
- 1991-1994 : CD Tenerife  Espagne
- 1994-1996 : Real Madrid  Espagne
- 1996-1997 : Valence CF  Espagne

#### Directeur sportif
- 2000-2006 : Real Madrid
- 2009-2011 : Real Madrid

### Palmarès

#### Sélection
- Champion du monde : 1986
- Coupe du monde espoirs : 1975

#### Clubs
- 2 Coupe UEFA : 1985 et 1986 (Real Madrid)
- 4 Liga : comme joueur 1986, 1987 et 1988 (Real Madrid), et comme entraîneur 1995 (Real Madrid)

#### Distinctions personnelles
- Prix Don Balón de meilleur joueur étranger du championnat d'Espagne : 1986